# Aluminiranje
Aluminiranje (istoznačnica: alumetiranje) je površinska zaštita aluminijem kovina s talištem višim od 1000 °C. Kovina, na koju se naštrcavanjem (ili na drugi način) nanesena aluminijska prevlaka, zagrijava na uporabnu temperaturu predmeta koji će biti načinjeni od toga materijala.